# .sc
.sc為塞舌爾國家及地區頂級域（ccTLD）的域名，由VCS（私人）有限公司管理。

## 逸闻
因SC是苏格兰（Scottish）的缩写，.sc域名曾被某域名注册商包装成“苏格兰的域名”并向苏格兰相关网站推广，.uk域名管理者Nominet就此事曾发出警告。
该域名也被用于域名hack，例如SoundCloud（首字母缩写为“SC”）使用“exit.sc”域名用于追踪离站流量。

## 外部連結
- IANA .sc whois information（页面存档备份，存于）
- .sc domain registration website（页面存档备份，存于）